# Сандоваль, Луис
Луис Фернандо Сандоваль Ойола (исп. Luis Fernando Sandoval Oyola; род. 1 июня 1999, Соледад, Атлантико) — колумбийский футболист, полузащитник клуба «Депортиво Кали».

## Клубная карьера
Сандоваль начал профессиональную карьеру в клубе «Атлетико Хуниор». В начале 2017 года для получения игровой практики Луис на правах аренды перешёл в «Барранкилью». 11 февраля в матче против «Реал Сан-Андрес» он дебютировал в колумбийской Примере B. 1 марта в поединке против «Боготы» Луис забил свой первый гол за «Барранкилью». После окончания аренды Сандоваль вернулся в «Атлетико Хуниор». 4 февраля 2018 года в матче против «Атлетико Букараманга» он дебютировал в Кубке Мустанга. В том же году «Барранкилья» вновь взяла игрока в аренду.

## Международная карьера
В 2019 года Сандоваль в составе молодёжной сборной Колумбии принял участие в молодёжном чемпионате Южной Америки в Чили. На турнире он сыграл в матчах против команд Бразилии, Боливии, Уругвая и дважды Венесуэлы.